# William Sinclair (militär)
William Sinclair, född omkring 1655, död 2 februari 1715 i Malmö, var en svensk friherre och militär.

## Biografi
Fadern David Sinclair var son till William Sinclair till Seba och Brobster, som troligen tillhörde en yngre gren av den skotska klanen Sinclair. Han ska först ha kommit till Sverige 1630 eller 1631 tillsammans med sin far och sin bror, John Sinclair, och tagit tjänst i överste Robert Cunninghams regemente. Han återvände till Storbritannien under det engelska inbördeskriget och stred för rojalisterna, men efter Karl I:s avrättning var han 1640 åter i svensk tjänst och då rojalisternas kamp i hemlandet såg allt mer hopplös ut köpte han 1650 säteriet Finnekumla i Västergötland. Han gifte sig den 14 december 1651 med Catharina Makeléer, dotter till den skotska handelsmannen John Maclean (adlad Makeléer 1649), med vilken han fick tre barn, däribland William. Exakt när William föddes är okänt men han bör ha fötts tidigast 1653 (systerns födelseår) och senast 1656 (faderns dödsår).
Fadern stupade vid belägringen av Warszawa 1656 under Karl X Gustavs polska krig och modern gifte 1661 om sig med Malcolm Hamilton af Hageby. Sinclair började sin egen militära bana i maj 1673 då han blev musketerare vid Östgöta infanteriregemente. I augusti 1674 var han fänrik vid Skånska regementet till fots under överste Clemens Grubbenhielm och i september följande år tjänstgjorde han vid garnisonsregementet i Stralsund. Han blev 1676 löjtnant vid det i Stralsund lokaliserade Ture Oxenstiernas värvade regemente, vilket hans morbror Peter Maclean senare blev befälhavare för. Under skånska kriget kapitulerade de svenska trupperna under fältmarskalk Otto Wilhelm Königsmarck för den anfallande brandenburgska styrkan under kurfurste Fredrik Vilhelm I vid belägringen av Stralsund 1678.
Efter fredsslutet 1679 var han i maj 1680 kapten vid garnisonsregementet i Göteborg, kallat Svenska livregementet till fots eller Kung Karls livregemente, under sin morbror Gustaf Maclean. Under Karl XI:s reduktion drogs familjens egendom Finnekumla, vilken Sinclair ärvt efter sin fader, in till kronan. Han hade befäl över ett kompani i Marstrand 1694 och 1698 rekommenderades han till tjänsten som major i Vilhelm von Saltzburgs regemente (Västgöta-Dals regemente) vilket vid den tiden kommenderades av en annan av hans morbröder, David Maclean, med det är okänt om han fick tjänsten. Efter stora nordiska krigets utbrott ut i februari 1700 var han dock major vid Älvsborgs regemente. I mars nästföljande år blev han överstelöjtnant och kommenderade en bataljon bergsknektar. När de två bergsbataljonerna 1705 slogs samman till Bergsregementet blev Sinclair istället överste för Västgöta femmänningsinfanteriregemente och kommendant i Malmö där regementet var garnisonerat.
Efter det svenska nederlaget vid Poltava den 28 juni 1709 hotades Skåne av en dansk invasion. Vid den här tiden var Sinclair kommendant vid Landskrona citadell och hans regemente var utspritt mellan garnisonerna i Malmö (där hans svärfars bror, Hugo Hamilton af Hageby, var kommendant), med 300 man tillsammans med 700 man ur Hamiltons Smålands fyr- och femmänningsregemente, Landskrona med tre kompanier, Helsingborg med 36 man och Halmstad med 300 man. Sinclair var i augusti i Göteborg, men skyndade sig ner till Landskrona där han påbörjade arbeten med att förstärka stadens befästningar. Han ska i september redan ha pressat sina trupper till en sådan utmattning att de var tvungna att avlösas med bönder från bygden kring staden. De danska styrkorna landsteg mellan den 2 och 4 november senare det året, men det dröjde till den 25 november innan några danska styrkor ryckte fram för att belägra staden, vilket innebar att Sinclair hade tre värdefulla veckor extra på sig att samla proviant. Eftersom de danska styrkorna vid tillfället saknade belägringsartilleri undvek man att storma staden och beslutade att bara innesluta den fram till våren. Dock täckte man inte in staden från sjösidan och befästningen kunde därför kommunicera med garnisonen i Malmö och den svenska överbefälhavaren general Magnus Stenbock sjövägen. Den 2 december nåddes Sinclair av ett rykte att Stenbock vunnit ett slag mot danskarna varpå han beordrade att salut skulle avges från befästningarna vilket överraskade de danska trupperna som tillfälligt flydde från sina posteringar och löpgravar. Den 6 december skickade Sinclair en präst till den danska överbefälhavaren general Christian Ditlev Reventlow med sina hälsningar och beskedet att när belägringen nu var förestående, ville han underrätta sig om var Reventlow logerade så att han kunde säkra om att det inte skulle bli beskjutet. Reventlow lät tacka för omtanken och meddelade prästen att säga att han var inhyst längs hela löpgravarna och på alla batterierna. Efter att Stenbock hade kunnat bryta in i Skåne med en nyskapad svensk armé i början av februari 1710 avbröts den danska belägringen då trupperna behövdes för den avgörande drabbningen. Denna kom att stå utanför Helsingborg den 28 februari då den danska armén besegrades grundligt.
Den 24 mars 1713 utsågs Sinclair till generalmajor av infanteriet och 1714 blev han upphöjd till friherre, men han tog aldrig introduktion då han avled kort därefter, den 2 februari 1715 i Malmö. Han fördes till Göteborg där han begravdes i Kristina kyrka.

## Familj
Sinclair var gift två gånger. Första gången med Catharina Hamilton, dotter till översten och kommendanten Elias Hamilton de Guischery och Johanna Maria von Rommert, med vilken han fick tre barn. Catharina avled 1690 och 1694 gifte Sinclair om sig med Maria de Moucheron, dotter till hovrådet Henrik de Moucheron och Anna Cornelia von der Noot, med vilken han också fick tre barn.
Barn med Catharina Hamilton:
- Catharina Johanna, född 1688, död 28 september 1773. Gift med Christian Eberhard von Schantz.
- David, född 1689, död som barn.
- Malcolm, född 1690, död 17 juni 1739 (mördad).

Barn med Maria de Moucheron:
- David Vilhelm, född 1696, död ogift 23 november 1770.
- Anna Maria, död 1771-05-05. Gift med Gerhard Leijonhielm.
- Henrik Gideon, född 1701, död 1776.